# Bukówka (Kotlina Kłodzka)

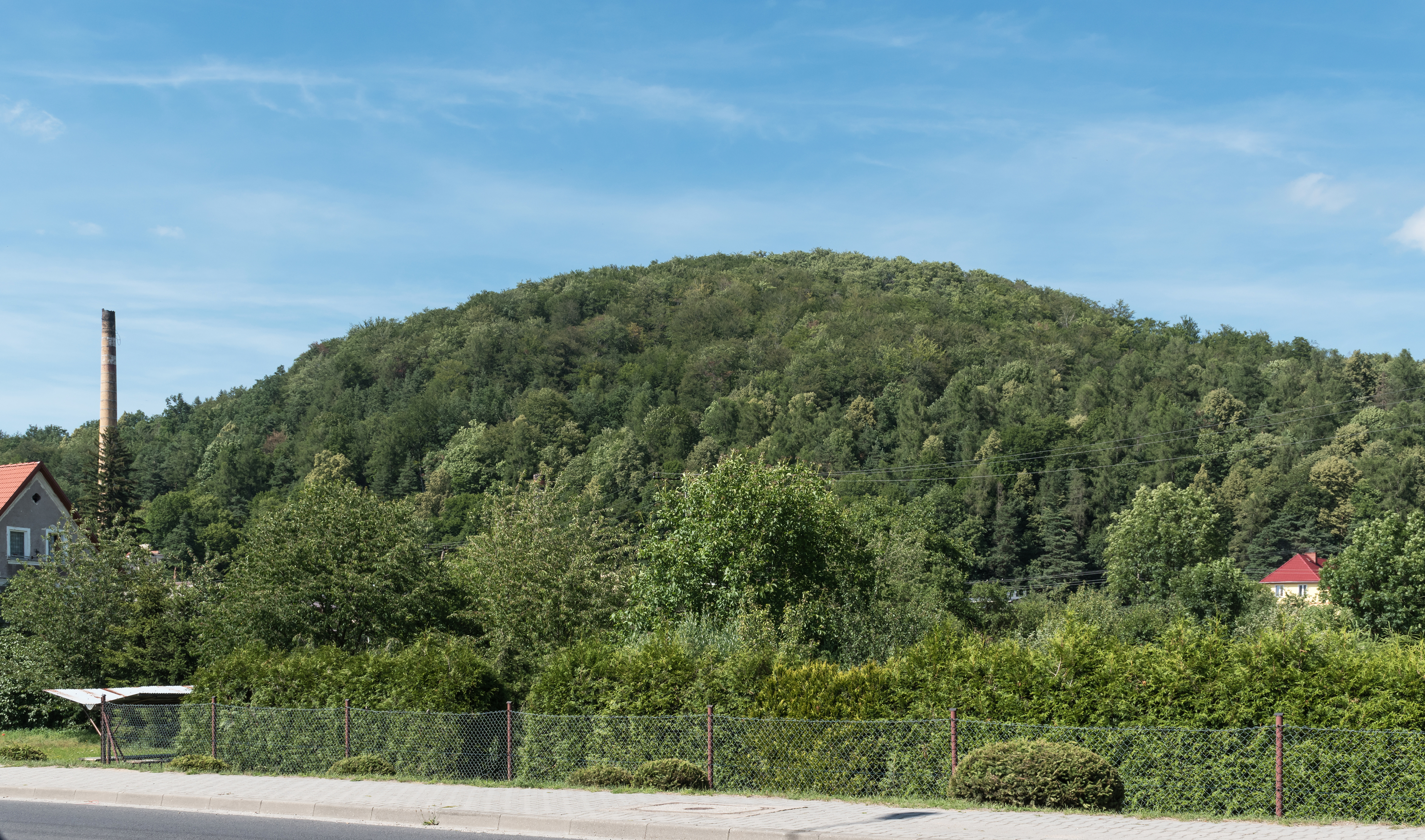
Bukówka od południowego wschodu

Bukówka – wzniesienie 472 m n.p.m. w południowo-zachodniej Polsce, w Sudetach Środkowych, w Kotlinie Kłodzkiej.

## Położenie
Wzniesienie położone w Sudetach Środkowych, na Wzgórzach Rogówki, we wschodnim krańcu Kotliny Kłodzkiej około 0,6 km na północ od centrum miejscowości Ołdrzychowice Kłodzkie.

## Charakterystyka
Bukówka jest jednym z większych pod względem wysokości wzniesień Wzgórz Rogówki górującym nieznacznie od strony północnej nad pobliskimi Ołdrzychowicami Kłodzkimi. Wyrasta w środkowym fragmencie ciągnącego się równoleżnikowo grzbietu Wzgórz Rogówki. Wznosi się w kształcie wyraźnej kopuły z nieznacznie stromymi zboczami, w niewielkiej odległości od sąsiednich wzniesień: Sośniny, położonej po zachodniej stronie i Sarnicy po wschodniej, od których oddzielona jest niewielkimi siodłami. 
Podłoże wzniesienia zabudowane jest z granitoidów masywu kłodzko-złotostockiego, utworzonych z granodiorytów amfibolowych. Szczyt i zbocza wzniesienia pokrywa warstwa młodszych osadów z okresu zlodowaceń plejstoceńskich - osadów powstałych w chłodnym, klimacie peryglacjalnym. Szczyt wzniesienia oraz całe zbocza porasta las świerkowy. U podnóża wzniesienia, po południowej stronie, położona jest łańcuchowa wieś Ołdrzychowice Kłodzkie. Położenie wzniesienia, kształt i wyraźna część szczytowa, czynią wzniesienie rozpoznawalnym w terenie.
U południowego podnóża wzniesienia stoi pałac otoczony rozległym parkiem, w którym w 1800 gościła Luiza Meklemburska królowa pruska; żona Fryderyka Wilhelma III Hohenzollerna.  

## Turystyka
Na szczyt nie prowadzi szlak turystyczny, a jedynie ścieżka odchodząca od  szlaku, prowadzącego częściowo południowo-wschodnim podnóżem wzniesienia.